# تونس في بطولة أمم إفريقيا للمحليين 2011
يعرض هذا المقال مشاركة تونس في بطولة أمم أفريقيا للمحليين 2011 التي أقيمت في السودان من 4 حتى 25 فبراير 2011. توج المنتخب التونسي بهذه النسخة.

## المباريات

### دور المجموعات
| فريق    | نقاط | فرق | عليه | له | خ | ت | ف | لعب |
| ------- | ---- | --- | ---- | -- | - | - | - | --- |
| تونس    | 7    | 4+  | 2    | 6  | 0 | 1 | 2 | 3   |
| أنغولا  | 5    | 1+  | 2    | 3  | 0 | 2 | 1 | 3   |
| السنغال | 4    | 0   | 2    | 2  | 1 | 1 | 1 | 3   |
| رواندا  | 0    | 5−  | 7    | 2  | 3 | 0 | 0 | 3   |

#### تونس ضد أنغولا
| أنغولا     | 1 – 1 | تونس           |
| ---------- | ----- | -------------- |
| كالي 90+2' | تقرير | يوسف مساكني 7' |

#### تونس ضد رواندا
| رواندا          | 1 – 3 | تونس                                                      |
| --------------- | ----- | --------------------------------------------------------- |
| جاك توسينغي 23' | تقرير | أسامة الدراجي 21' · سلامة القصداوي 32' · زهير الذوادي 44' |

#### تونس ضد السنغال
| السنغال | 0 – 2 | تونس                                 |
| ------- | ----- | ------------------------------------ |
|         | تقرير | سلامة القصداوي 45' · خالد القربي 88' |

### الربع النهائي

#### تونس ضد جمهورية الكونغو الديمقراطية
| تونس             | 1 – 0 | جمهورية الكونغو الديمقراطية |
| ---------------- | ----- | --------------------------- |
| زهير الذوادي 50' | تقرير |                             |

### النصف النهائي

#### تونس ضد الجزائر
| الجزائر             | 1 – 1(ب.و.إ) | تونس              |
| ------------------- | ------------ | ----------------- |
| عبد المؤمن جابو 62' |              | سلامة القصداوي 8' |

### النهائي

#### تونس ضد أنغولا
| تونس                                                  | 3 – 0 (ب.و.إ.) | أنغولا |
| ----------------------------------------------------- | -------------- | ------ |
| مجدي تراوي 47' · زهير الذوادي 73' · أسامة الدراجي 79' |                |        |